# On Location Tour
Die On Location Tour (auch bekannt als Making Movies Tour) war eine weltweite Konzerttournee der britischen Rockband Dire Straits. Auf dieser Tournee bewarb die Gruppe ihr Album Making Movies, das im Oktober 1980 veröffentlicht wurde.

## Hintergrund
Die On Location Tour begann am 22. Oktober 1980 in Vancouver und fand ihren Abschluss am 6. Juli 1981 in Oberkorn. Die Tournee umfasste insgesamt 112 Auftritte und führte die Gruppe durch Nordamerika und Europa, zudem gaben die Dire Straits erstmals in ihrer Livekarriere Konzerte in Australien und Neuseeland.
Die Tour markierte die ersten Konzerte mit dem neu zur Band hinzugekommenen, zweiten Gitarristen Hal Lindes, der seinerseits David Knopfler ersetzte. Mark Knopflers Bruder hatte zwar am Album Making Movies noch mitgewirkt (ohne in den Credits genannt zu werden), jedoch die Dire Straits kurz nach Abschluss der Aufnahmen verlassen. Außerdem gehörte mit Alan Clark erstmals ein Keyboarder zur Livebesetzung, der nach dem Ende der Tour offiziell zum neuen Bandmitglied ernannt wurde.
Obwohl das Stück Solid Rock nie als Single aus Making Movies ausgekoppelt wurde, entwickelte es sich im Laufe dieser Tournee zu einem Livefavoriten und war ab sofort bis zum Ende ihrer Karriere bei allen Liveauftritten der Dire Straits zu hören.

## Liveaufnahmen
Die Auftritte der Band in Dortmund (19. Dezember 1980), Paris (18. Juni 1981) und beim Festival Rock Werchter (5. Juli 1981) wurden mitgefilmt und im Fernsehen ausgestrahlt, jedoch nie offiziell als Konzertfilme veröffentlicht.

## Setlist

### Beispiel-Setlist
- Once upon a Time in the West
- Expresso Love
- Down to the Waterline
- Lions
- Skateaway
- Romeo and Juliet
- News
- Sultans of Swing
- Portobello Belle
- Angel of Mercy
- Tunnel of Love
- Telegraph Road
- Where Do You Think You’re Going?
- Solid Rock

## Tourdaten
| Nr.                 | Datum               | Stadt                | Land                | Veranstaltungsort                | Anmerkungen            |
| Leg 1 – Nordamerika | Leg 1 – Nordamerika | Leg 1 – Nordamerika  | Leg 1 – Nordamerika | Leg 1 – Nordamerika              | Leg 1 – Nordamerika    |
| ------------------- | ------------------- | -------------------- | ------------------- | -------------------------------- | ---------------------- |
| 1                   | 22. Oktober 1980    | Vancouver            | Kanada              | Commodore Ballroom               |                        |
| 2                   | 23. Oktober 1980    | Seattle              | Vereinigte Staaten  | Showbox                          |                        |
| 3                   | 24. Oktober 1980    | Portland             | Vereinigte Staaten  | Smith Memorial Ballroom          |                        |
| 4                   | 26. Oktober 1980    | San Francisco        | Vereinigte Staaten  | Old Waldorf                      |                        |
| 5                   | 27. Oktober 1980    | San Francisco        | Vereinigte Staaten  | Old Waldorf                      |                        |
| 6                   | 28. Oktober 1980    | West Hollywood       | Vereinigte Staaten  | The Roxy Theatre                 |                        |
| 7                   | 29. Oktober 1980    | West Hollywood       | Vereinigte Staaten  | The Roxy Theatre                 |                        |
| 8                   | 2. November 1980    | Dallas               | Vereinigte Staaten  | Agora Ballroom                   |                        |
| 9                   | 3. November 1980    | Austin               | Vereinigte Staaten  | Armadillo World Headquarters     |                        |
| 10                  | 4. November 1980    | Houston              | Vereinigte Staaten  | Agora Ballroom                   |                        |
| 11                  | 5. November 1980    | New Orleans          | Vereinigte Staaten  | Saenger Theatre                  |                        |
| 12                  | 6. November 1980    | Baton Rouge          | Vereinigte Staaten  | LSU Union Theatre                |                        |
| 13                  | 7. November 1980    | Homewood             | Vereinigte Staaten  | Brothers Music Hall              |                        |
| 14                  | 8. November 1980    | Atlanta              | Vereinigte Staaten  | Agora Ballroom                   |                        |
| 15                  | 9. November 1980    | Nashville            | Vereinigte Staaten  | Exit/In                          |                        |
| 16                  | 11. November 1980   | Washington, D.C.     | Vereinigte Staaten  | The Bayou                        |                        |
| 17                  | 12. November 1980   | Philadelphia         | Vereinigte Staaten  | Emerald City                     |                        |
| 18                  | 13. November 1980   | West Hartford        | Vereinigte Staaten  | Stage West                       |                        |
| 19                  | 14. November 1980   | New York City        | Vereinigte Staaten  | Beacon Theatre                   |                        |
| 20                  | 15. November 1980   | Passaic              | Vereinigte Staaten  | Capitol Theatre                  |                        |
| 21                  | 16. November 1980   | Boston               | Vereinigte Staaten  | Berklee Performance Center       |                        |
| 22                  | 18. November 1980   | Cleveland            | Vereinigte Staaten  | Agora Theatre and Ballroom       |                        |
| 23                  | 19. November 1980   | Royal Oak            | Vereinigte Staaten  | Music Theatre                    |                        |
| 24                  | 20. November 1980   | Chicago              | Vereinigte Staaten  | Park West                        |                        |
| 25                  | 21. November 1980   | Chicago              | Vereinigte Staaten  | Park West                        |                        |
| 26                  | 23. November 1980   | Toronto              | Kanada              | Massey Hall                      |                        |
| Leg 2 – Europa      |                     |                      |                     |                                  |                        |
| 27                  | 1. Dezember 1980    | Stoke-on-Trent       | England             | Victoria Hall                    |                        |
| 28                  | 2. Dezember 1980    | Manchester           | England             | Apollo Theatre                   |                        |
| 29                  | 3. Dezember 1980    | Manchester           | England             | Apollo Theatre                   |                        |
| 30                  | 4. Dezember 1980    | Sheffield            | England             | City Hall                        |                        |
| 31                  | 5. Dezember 1980    | Sheffield            | England             | City Hall                        |                        |
| 32                  | 6. Dezember 1980    | Glasgow              | Schottland          | Apollo Theatre                   |                        |
| 33                  | 7. Dezember 1980    | Aberdeen             | Schottland          | Capitol Theatre                  |                        |
| 34                  | 8. Dezember 1980    | Edinburgh            | Schottland          | Playhouse Theatre                |                        |
| 35                  | 9. Dezember 1980    | Newcastle upon Tyne  | England             | City Hall                        |                        |
| 36                  | 10. Dezember 1980   | Newcastle upon Tyne  | England             | City Hall                        |                        |
| 37                  | 12. Dezember 1980   | Lancaster            | England             | University of Lancaster          |                        |
| 38                  | 13. Dezember 1980   | Leeds                | England             | University of Leeds              |                        |
| 39                  | 14. Dezember 1980   | Birmingham           | England             | Odeon Theatre                    |                        |
| 40                  | 15. Dezember 1980   | Birmingham           | England             | Odeon Theatre                    |                        |
| 41                  | 16. Dezember 1980   | Derby                | England             | Assembly Rooms                   |                        |
| 42                  | 17. Dezember 1980   | Ipswich              | England             | Gaumont Theatre                  |                        |
| 43                  | 18. Dezember 1980   | Southampton          | England             | Gaumont Theatre                  |                        |
| 44                  | 19. Dezember 1980   | Dortmund             | Deutschland         | Westfalenhalle                   | ZDF RockPop in Concert |
| 45                  | 20. Dezember 1980   | Dortmund             | Deutschland         | Westfalenhalle                   | ZDF RockPop in Concert |
| 46                  | 22. Dezember 1980   | London               | England             | Rainbow Theatre                  |                        |
| 47                  | 23. Dezember 1980   | London               | England             | Rainbow Theatre                  |                        |
| 48                  | 24. Dezember 1980   | London               | England             | Rainbow Theatre                  |                        |
| 49                  | 31. Dezember 1980   | Dublin               | Irland              | National Stadium                 |                        |
| 50                  | 1. Januar 1981      | Dublin               | Irland              | National Stadium                 |                        |
| 51                  | 2. Januar 1981      | Cork                 | Irland              | City Hall                        |                        |
| 52                  | 3. Januar 1981      | Galway               | Irland              | Leisureland                      |                        |
| 53                  | 5. Januar 1981      | Belfast              | Nordirland          | Ulster Hall                      |                        |
| 54                  | 6. Januar 1981      | Belfast              | Nordirland          | Ulster Hall                      |                        |
| Leg 3 – Ozeanien    |                     |                      |                     |                                  |                        |
| 55                  | 22. März 1981       | Perth                | Australien          | Entertainment Centre             |                        |
| 56                  | 25. März 1981       | Melbourne            | Australien          | Festival Hall                    |                        |
| 57                  | 26. März 1981       | Melbourne            | Australien          | Festival Hall                    |                        |
| 58                  | 27. März 1981       | Melbourne            | Australien          | Festival Hall                    |                        |
| 59                  | 28. März 1981       | Melbourne            | Australien          | Festival Hall                    |                        |
| 60                  | 29. März 1981       | Melbourne            | Australien          | Festival Hall                    |                        |
| 61                  | 30. März 1981       | Adelaide             | Australien          | Festival Theatre                 |                        |
| 62                  | 31. März 1981       | Adelaide             | Australien          | Festival Theatre                 |                        |
| 63                  | 1. April 1981       | Adelaide             | Australien          | Festival Theatre                 |                        |
| 64                  | 2. April 1981       | Adelaide             | Australien          | Festival Theatre                 |                        |
| 65                  | 4. April 1981       | Sydney               | Australien          | Regent Theatre                   |                        |
| 66                  | 5. April 1981       | Sydney               | Australien          | Regent Theatre                   |                        |
| 67                  | 6. April 1981       | Sydney               | Australien          | Regent Theatre                   |                        |
| 68                  | 7. April 1981       | Sydney               | Australien          | Regent Theatre                   |                        |
| 69                  | 8. April 1981       | Sydney               | Australien          | Regent Theatre                   |                        |
| 70                  | 9. April 1981       | Sydney               | Australien          | Regent Theatre                   |                        |
| 71                  | 10. April 1981      | Brisbane             | Australien          | Festival Hall                    |                        |
| 72                  | 11. April 1981      | Brisbane             | Australien          | Festival Hall                    |                        |
| 73                  | 15. April 1981      | Auckland             | Neuseeland          | Western Springs Stadium          |                        |
| Leg 4 – Europa      |                     |                      |                     |                                  |                        |
| 74                  | 5. Mai 1981         | Wiesbaden            | Deutschland         | Rhein-Main-Halle                 |                        |
| 75                  | 6. Mai 1981         | Wiesbaden            | Deutschland         | Rhein-Main-Halle                 |                        |
| 76                  | 7. Mai 1981         | Eppelheim            | Deutschland         | Rhein-Neckar-Halle               |                        |
| 77                  | 8. Mai 1981         | Hof                  | Deutschland         | Freiheitshalle                   |                        |
| 78                  | 9. Mai 1981         | Neunkirchen am Brand | Deutschland         | Hemmerleinhalle                  |                        |
| 79                  | 10. Mai 1981        | Lauda-Königshofen    | Deutschland         | Tauberfrankenhalle               |                        |
| 80                  | 12. Mai 1981        | München              | Deutschland         | Olympiahalle                     |                        |
| 81                  | 13. Mai 1981        | Sindelfingen         | Deutschland         | Messehalle                       |                        |
| 82                  | 14. Mai 1981        | Köln                 | Deutschland         | Sporthalle                       |                        |
| 83                  | 15. Mai 1981        | Düsseldorf           | Deutschland         | Philipshalle                     |                        |
| 84                  | 16. Mai 1981        | Essen                | Deutschland         | Grugahalle                       |                        |
| 85                  | 17. Mai 1981        | Kassel               | Deutschland         | Eissporthalle                    |                        |
| 86                  | 18. Mai 1981        | Kassel               | Deutschland         | Eissporthalle                    |                        |
| 87                  | 19. Mai 1981        | Hannover             | Deutschland         | Niedersachsenhalle               |                        |
| 88                  | 20. Mai 1981        | Berlin               | Deutschland         | Eissporthalle an der Jafféstraße |                        |
| 89                  | 21. Mai 1981        | Hamburg              | Deutschland         | CCH                              |                        |
| 90                  | 22. Mai 1981        | Hamburg              | Deutschland         | CCH                              |                        |
| 91                  | 24. Mai 1981        | Randers              | Danemark            | Randershallen                    |                        |
| 92                  | 25. Mai 1981        | Frederiksberg        | Danemark            | Forum København                  |                        |
| 93                  | 26. Mai 1981        | Stockholm            | Schweden            | Gröna Lund                       |                        |
| 94                  | 28. Mai 1981        | Drammen              | Norwegen            | Drammenshallen                   |                        |
| 95                  | 29. Mai 1981        | Göteborg             | Schweden            | Scandinavium                     |                        |
| 96                  | 31. Mai 1981        | Helsinki             | Finnland            | UKK-Halli                        |                        |
| 97                  | 1. Juni 1981        | Helsinki             | Finnland            | UKK-Halli                        |                        |
| 98                  | 8. Juni 1981        | Posen                | Polen               | Hala Arena                       |                        |
| 99                  | 13. Juni 1981       | Kerkrade             | Niederlande         | Rodahal                          |                        |
| 100                 | 14. Juni 1981       | Amsterdam            | Niederlande         | Jaap Edenhal                     |                        |
| 101                 | 15. Juni 1981       | Rotterdam            | Niederlande         | De Doelen                        |                        |
| 102                 | 16. Juni 1981       | Arnhem               | Niederlande         | Rijnhal                          |                        |
| 103                 | 17. Juni 1981       | Paris                | Frankreich          | Palais des Sports                |                        |
| 104                 | 18. Juni 1981       | Paris                | Frankreich          | Palais des Sports                |                        |
| 105                 | 20. Juni 1981       | Zürich               | Schweiz             | Hallenstadion                    |                        |
| 106                 | 21. Juni 1981       | Genf                 | Schweiz             | Patinoire des Vernets            |                        |
| 107                 | 23. Juni 1981       | Bordeaux             | Frankreich          | Palais des Sports                |                        |
| 108                 | 25. Juni 1981       | Lyon                 | Frankreich          | Palais des Sports de Gerland     |                        |
| 109                 | 26. Juni 1981       | Orange               | Frankreich          | Théâtre Antique                  |                        |
| 110                 | 27. Juni 1981       | Sanremo              | Italien             | Stadio Comunale                  |                        |
| 111                 | 28. Juni 1981       | Carrara              | Italien             | Stadio Comunale dei Marmi        |                        |
| 112                 | 29. Juni 1981       | Mailand              | Italien             | Velodromo Vigorelli              |                        |
| 113                 | 30. Juni 1981       | Bologna              | Italien             | Antistadio                       |                        |
| 114                 | 1. Juli 1981        | Turin                | Italien             | Stadio Comunale                  |                        |
| 115                 | 4. Juli 1981        | Torhout              | Belgien             | Achiel Eeckloo Rockweide         | Rock Torhout           |
| 116                 | 5. Juli 1981        | Werchter             | Belgien             | Festivalweide                    | Rock Werchter          |
| 117                 | 6. Juli 1981        | Oberkorn             | Luxemburg           | Centre Sportif de Differdange    |                        |

## Band
- Mark Knopfler: Gesang, Gitarre
- John Illsley: Bass, Hintergrundgesang
- Hal Lindes: Gitarre, Hintergrundgesang
- Pick Withers: Schlagzeug
- Alan Clark: Keyboards